# Xevi Vilaró
Xevi Vilaró (la Cellera de Ter, Girona, 12 de gener de 1975) és un artista contemporani català. Rebé el primer premi de votació popular al concurs de pintura de la Fundació Vila Casas 2004. Les seves pintures es troben exposades a la Fundació Vila Casas i a la Fundació privada Carme i Lluís Bassat.

## Exposicions
- 2005 - Monogràfic a la Fundació Vlla-Casas (Torroella de Montgrí);[3] Monogràfic Sales Municipals de Girona;[4][5]
- 2007 - Individual Galeria Ana Vilaseco (A Coruña);[6] Individual a Evan Lurie Gallery (Indianapolis);[7]
- 2008 Fira d'art Fiart 08 (València);[8] Fira d'art Scoope-Miami (Miami).
- 2009 - Fira d'art Los Angeles Art-Show (Los Angeles);[9] Individual a la Galeria Punto (València).[10]